# Zhang Xincheng
Zhang Xincheng (Chino: 张新成) también conocido como Steven Zhang, es un actor y cantante chino.

## Biografía
Se entrenó en la Academia Central de Drama (inglés: "Central Academy of Drama") en Beijing, China.

## Carrera
Es miembro de "EE-Media" desde 2015.
El 8 de noviembre de 2017 se unió al elenco principal de la serie My Huckleberry Friends (你好，旧时光) donde dio vida a Lin Yang, quien después de unos malentendidos que los separaron se reencuentra con Yu Zhouzhou (Li Landi), de quien está enamorado, hasta el final de la serie el 5 de enero de 2018.
En enero de 2018 se unió al elenco recurrente de la serie The Strongest Men of God donde interpretó a Wu Zewen, uno de los miembros del equipo y amigo de Liu Chuan (Zhang Sifan), hasta el final de la serie en febrero del mismo año.
El 3 de junio de 2019 se unió al elenco principal de la serie Young Blood donde dio vida al astuto e inteligente Yuan Zhongxin, un joven que se une a un grupo de héroes que buscan detener a los espías infiltrados en la capital, hasta el final de la serie el 17 de julio del mismo año.
El 19 de marzo de 2020 se unió al elenco principal de la serie Skate Into Love (冰糖炖雪梨) donde interpretó a Li Yubing, el capitán y jugador del equipo de hockey sobre hielo, quien luego de reencontrarse con su amiga de la infancia Tang Xue (Wu Qian) comienza a enamorarse de ella, hasta el final de la serie el 9 de abril del mismo año.
El 21 de junio del mismo año se unirá al elenco principal de la serie Symphony's Romance (蜗牛与黄鹂鸟) donde interpretará a Li Zhenyi, un estudiante de élite en el departamento de piano que sueña con ser director, pero que un trauma infantil le impide avanzar con sus aspiraciones, hasta que conoce a Fang Xiaowo (Lin Yun).
También se unirá al elenco principal de la serie Go Ahead (以家人之名) donde dará vida a He Ziqiu.
En 2021 se unirá al elenco principal de la serie The Corridor Pavilion donde interpretará a Cheng Cheng.

## Filmografía

### Series de televisión
| Año         | Título                   | Personaje     | Notas        |
| ----------- | ------------------------ | ------------- | ------------ |
| TBA         | The Corridor Pavilion    | Cheng Cheng   |              |
| TBA         | The Justice              | Cheng Yizhi   |              |
| 2023        | The Abyss                | Fei Du        |              |
| 2022        | The Heart of Genius      | Pei Zhi       |              |
| 2021        | The Day of Becoming You  | Jiang Yi      | 26 episodios |
| 2021        | Refinement of Faith      | Jiao Yulu     |              |
| 2020        | Go Ahead                 | He Ziqiu      | 40 episodios |
| 2020        | Symphony's Romance       | Li Zhenyan    | 40 episodios |
| 2020        | Skate Into Love          | Li Yubing     | 40 episodios |
| 2019        | Young Blood              | Yuan Zhongxin | 42 episodios |
| 2018        | The Strongest Men of God | Wu Zewen      |              |
| 2017 - 2018 | My Huckleberry Friends   | Lin Yang      | 30 episodios |
| 2016        | Shuttle Love Millennium  | Li Hailun     |              |

### Películas
| Año  | Título                                             | Personaje    | Notas                                                             |
| ---- | -------------------------------------------------- | ------------ | ----------------------------------------------------------------- |
| 2017 | Intelligent Machines Girlfriend (贴身萌妹腹黑计划) | Cui Ze       |                                                                   |
| 2017 | Chosen (活到最后)                                  | -            |                                                                   |
| 2014 | Dong Ri Seventeen (冬日十七岁)                     | Yang Yunfeng | (corto)                                                           |
| 2014 | Fool (傻瓜)                                        | Yang Sensen  | (corto)                                                           |
| 2013 | School Bus (校车)                                  | Han Yuyang   | junto a Mindy Quah, Rongguang Yu, Enqi Zhang, 李曼嘉 y Dali Zhang |

### Programa de variedades
| Año              | Programa                                | Notas                                           |
| ---------------- | --------------------------------------- | ----------------------------------------------- |
| 2021             | Who's the Murderer                      | invitado                                        |
| 2020             | Wonderful Little Forest (Little Forest) | miembro                                         |
| 2020             | Hot Blooded Youth (热血少年)            | miembro                                         |
| 2020             | Ace vs Ace 5 (王牌对王牌第五季)         | invitado - (también conocida como "Trump Card") |
| 2020             | Welcome Back to Sound (朋友请听好)      | (ep. #4) - invitado                             |
| 2020             | My Little One 2 (我家那闺女2)           | invitado                                        |
| 2018, 2019, 2020 | Happy Camp (快樂大本營)                 | 7 episodios - invitado                          |
| 2019             | Sing or Spin (嗨唱转起来)               |                                                 |
| 2019             | Youth Periplous (青春环游记)            | 2 episodios - (ep. #4, 8) - invitado            |
| 2019             | I am the Actor (我就是演员)             | 3 episodios - (ep. #5, 8, 10) - invitado        |
| 2018             | Casarte (你好！生活家第二季)            |                                                 |
| 2018             | 放学别走                                |                                                 |
| 2018             | 大片嗨起来                              |                                                 |
| 2017             | 无与伦比的发布会 第三季                 |                                                 |
| 2010             | 芝麻开门之成长密码                      |                                                 |

### Eventos
| Año  | Título                               | Notas                              |
| ---- | ------------------------------------ | ---------------------------------- |
| 2021 | 2020 Weibo Night                     |                                    |
| 2020 | Nice to Meet Poetry                  | (Special Spring Poetry Livestream) |
| 2019 | 湖南卫视元宵喜乐会                   |                                    |
| 2019 | 湖南卫视全球华侨华人春节大联欢晚会   |                                    |
| 2019 | 湖南卫视小年夜春节联欢晚会           |                                    |
| 2018 | 因为有你浙江卫视中国蓝十周年主题晚会 |                                    |

### Anuncios
| Año  | Título  | Notas |
| ---- | ------- | ----- |
| 2021 | Carslan |       |

### Revistas / sesiones fotográficas
| Año  | Título                                | Notas                                   |
| ---- | ------------------------------------- | --------------------------------------- |
| 2020 | Spotlight                             |                                         |
| 2020 | SIZE Magazine                         | (publicación de abril)                  |
| 2020 | Marie Claire Pop’s China              |                                         |
| 2020 | L’Officiel X                          | (publicación de abril)                  |
| 2020 | Harper’s Bazaar China - "Bazaar Star" | (publicación digital)                   |
| 2020 | Focus FSI                             |                                         |
| 2019 | Sense Magazine                        |                                         |
| 2019 | Once Magazine                         | (publicación de septiembre)             |
| 2019 | Trends Health Magazine                | [ 16 ]                                  |
| 2019 | Star Topic                            | [ 17 ]                                  |
| 2019 | YA! Magazine                          | junto a Zhou Yutong - (publicación #10) |
| 2018 | SoCooL                                | (publicación de marzo)                  |
| -    | Our Street Style                      | [ 18 ]                                  |

## Discografía

### Singles
| Año  | Canción                                     | Álbum                                    | Notas       |
| ---- | ------------------------------------------- | ---------------------------------------- | ----------- |
| 2020 | "A Ray of Hope" (曙光)                      | OST de "Skate Into Love"                 |             |
| 2020 | "Tempting Heart" (心动)                     | OST de "Skate Into Love"                 |             |
| 2019 | "What Dreams Are Like" (梦想的模样)         | OST de "Young Blood"                     |             |
| 2018 | "Cheer for Youth" (打Call青春)              | -                                        |             |
| 2014 | "Believe Love Still Exists" (相信爱,还存在) | OST de "Heartbreak Emergency Department" | (serie web) |
| 2014 | "Be Here for You" (等你擦肩)                | OST de "The Story of Ho Jinye"           |             |

### Otras canciones
| Año  | Canción          | Álbum | Notas |
| ---- | ---------------- | ----- | --- |
| 2020 | Mayday’s 恋爱ING | -     | junto a Arthur Chen, Ding Yuxi y Darren Wang - (canción interpretada durante el Hunan TV’s New Year’s Eve Gala) |
| 2020 | 手足             | -     | (Homenaje a los héroes en la primera línea contra COVID-19) - junto a otros artistas                            |

## Premios y nominaciones
| Año  | Categoría        | Premio                      | Trabajo                | Resultado |
| ---- | ---------------- | --------------------------- | ---------------------- | --------- |
| 2019 | Youth Role Model | CCTV Spring Gala            | -                      | Ganó      |
| 2017 | Best New Actor   | 7th iQiyi All-Star Carnival | My Huckleberry Friends | Ganó      |